# Greffeil
Greffeil es una pequeña localidad  y comuna francesa, situada en el departamento del Aude en la región de Languedoc-Roussillon.
A sus habitantes se les conoce por el gentilicio Greffeillois.

## Geografía
La comuna está situada en la región natural de las Corbières, en el Lauquet y al lado del bosque de Castillou.

## Demografía
| 74 | 75 | 68 | 68 | 61 | 76 |
| Para los censos de 1962 a 1999 la población legal corresponde a la población sin duplicidades (Fuente: INSEE [Consultar]) |    |    |    |    |    |

(Población sans doubles comptes según la metodología del INSEE).